# ゴ・エ・ミヨ
ゴ・エ・ミヨ（フランス語: Gault et Millau、フランス語発音: [ɡo e miyo]）とは料理評論家のアンリ・ゴとクリスティアン・ミヨがはじめたミシュランと並ぶ強い影響力を持つフランス発祥のレストランガイドである。創刊は1969年。

## 格付け
1点から20点までの採点方式をとり、基本的に10点以下のレストランは扱われない。評価の基準は環境・雰囲気、料理・ワインの質、サービス、値段に分けられ、それぞれについて論じられる。この格付けに基づき、高評価のレストランには1から4つのコック帽が表示されている。ミシュランと同様、ゴ・エ・ミヨはレストランに対し掲載料を要求しない点で他の多くのガイドとは異なっており、高い信用性を保持している。
出版されてからしばらくの間、ゴ・エ・ミヨは20点という評価をつけることはなかった。これは二人が「完全など不可能である」という主張を持っていたことによる。2004年、当ガイドが初めて20点をつけたことが話題になった。20点を獲得したのはムジェーヴのラ・フェルム・ドゥ・モン・ペールとアヌシー近郊のヴェリエ・デュ・ラックにあるレストラン・ヨアン・コントの2店である。共にマルク・ヴェイラがオーナーシェフを務めるミシュラン3つ星レストランであったが、2017年現在は両レストランとも閉店している。
ミシュランとゴ・エ・ミヨのどちらがより優れたガイドブックであるかという話題は常に論争を呼んでいるが、一言で言うとミシュランは出版数で勝っているという点でより影響力が強く、一方でゴ・エ・ミヨは料理の質を純粋に評価するという徹底した方針に基づく潔癖さにおいて勝っているといわれる。
点数と別に賞も設けられており、「今年のシェフ賞」「明日のグランシェフ賞」「期待の若手シェフ賞」「最優秀レストランサービス賞」「最優秀ソムリエ賞」「最優秀パティシエ賞」「最優秀レストラン経営者賞」などがある。

## 論争
2003年2月、当ガイドにおいて有名レストランのラ・コート・ドールの評価が19点から17点に落とされた直後に、シェフのベルナール・ロワゾーが自殺するという事件が起きた。これと同時期にミシュランでの評価も3つ星から2つ星に落とされるという噂が流れていたが、実際にはミシュランの次の版の中で3つ星を維持したので否定された。ゴ・エ・ミヨはこの事件に関し「シェフは評価の下落について事前に把握しており、新たな挑戦に向けての意欲を見せていた」としており、自殺の原因については謎が残されたままとなっている。

## 対象国
2018年現在、ゴ・エ・ミヨは発祥国フランスのほかにドイツ、オーストリア、ベネルクス、スイス、オーストラリアなど様々な国や地域についてのレストランガイドも出版している。2017年2月には初の日本版『Gault&Millau東京・北陸 2017―L'expert gourmand』が刊行、2017年12月に続く2018年版『ゴ・エ・ミヨ東京・北陸・瀬戸内2018』が刊行された。2018年4月13日には『ゴ・エ・ミヨガイド北陸』も発刊された。